# 75式照準用微光暗視装置
75式照準用微光暗視装置（ななごうしきしょうじゅんようびこうあんしそうち）は、陸上自衛隊の暗視装置。微光暗視方式を採用している。主製作者は日本電気。

## 特徴
火器に取り付けて夜間の監視・射撃に用いるほか、必要に応じて取り外して、三脚上に架して偵察・監視に使用することもできる。60式自走106mm無反動砲への取り付けを想定したI型、これに加えて64式7.62mm小銃、62式7.62mm機関銃など携行火器への取り付けも想定したII型、小型軽量化を図るとともに84mm無反動砲にも対応したII型(B)がある。
円筒形状をしており、接眼部を覗き込み使用する。64式小銃に装着する場合は、先行する63式狙撃用暗視装置と同様に左上部に装着される。63式はアクティブ方式で、投光器・受像器・電源あわせて7.5 kg（63式(B)）とかなり重いにもかかわらず視認距離は100メートル程度であったのに対し、本機では大幅に軽量化するとともに視認距離の延伸も実現した。人体が直接に単体で装用することは想定されていない。
採用年度の関係から、89式5.56mm小銃には装着できない。現在は後継の近距離照準用暗視装置が調達されている。
|          | I型              | II型               | II型(B)            |
| -------- | ---------------- | ------------------ | ------------------ |
| 視界     | 6度以上          | 10度以上           | 10度以上           |
| 倍率     | 7倍以上          | 3.6倍以上          | 3.6倍以上          |
| 解像度   | 1.3 mrad以下     | 1.5 mrad以下       | 1.0 mrad以下       |
| 視認距離 | 約600 m (戦車等) | 約250 m (単独人員) | 約250 m (単独人員) |
| 高さ     | 240 mm以下       | 180 mm以下         | 150 mm以下         |
| 幅       | 180 mm以下       | 120 mm以下         | 120 mm以下         |
| 長さ     | 610 mm以下       | 450 mm以下         | 260 mm以下         |
| 重量     | 9 kg以下         | 3.5 kg以下         | 1.5 kg以下         |